# Gynura proschii
Gynura proschii là một loài thực vật có hoa trong họ Cúc. Loài này được Briq. mô tả khoa học đầu tiên năm 1903.